# High (canção de James Blunt)
"High" é uma canção do cantor britânico James Blunt, gravada para o seu álbum de estreia Back to Bedlam. Foi composta pelo próprio em conjunto com Ricky Ross, sendo produzida por Tom Rothrock. O seu lançamento ocorreu em 18 de outubro de 2004, através das gravadoras Atlantic, Custard e RCA, servindo como o primeiro single do disco.

## Desempenho nas tabelas musicais

### Posições
| Tabela musical (2005–06)                         | Melhor posição |
| ------------------------------------------------ | -------------- |
| Alemanha (Media Control Charts)                  | 22             |
| Austrália (ARIA Charts)                          | 42             |
| Áustria (Ö3 Austria Top 40)                      | 13             |
| Escócia (The Official Charts Company)            | 13             |
| Estados Unidos (Billboard Hot 100)               | 100            |
| Estados Unidos (Adult Pop Songs)                 | 12             |
| Estados Unidos (Hot Adult Contemporary Tracks)   | 37             |
| Japão (Tokio Hot 100)                            | 13             |
| Irlanda (Irish Recorded Music Association)       | 18             |
| Itália (Federazione Industria Musicale Italiana) | 3              |
| Reino Unido (UK Singles Chart)                   | 16             |
| Suíça (Schweizer Hitparade)                      | 15             |